# SS Imperatrix
SS Imperatrix byla nákladní a pasažérská loď rakousko-uherského rejdařství Österreichischer Lloyd. Dne 22. února 1907 ztroskotala na řeckém ostrově Elafonisi.

## Stavba
Nákladní lodě Imperator a Imperatrix představovaly velká plavidla s vysokou rychlostí, jejichž úkolem bylo zajištění spojení s Indií přes Suezský průplav. Imperatrix byla postavena v Terstu. 

## Konstrukce
Plavidlo bylo postaveno z oceli. Pohonný systém tvořil jeden tříválcový trojčinný parní stroj o výkonu 760 hp, pohánějící dva lodní šrouby a dále oplachtění třístěžňové brigantiny. Později byla upravena, takže měla jeden lodní šroub a dva stěžně. Nejvyšší rychlost dosahovala šestnáct uzlů.

## Služba
Na poslední plavbě v únoru 1907 Imperatrix velel kapitán Giovanni Ghezzo. Loď se vydala z Terstu do Bombaje s nákladem, dvaceti pasažéry a 120 členy posádky. V noci z 21. na 22. února 1907 měla potíže s obeplutím Kréty kvůli špatnému počasí a pravděpodobně též navigačním chybám, takže se dostala šedesát námořních mil mimo plánovaný kurz. Nakonec přibližně ve 3:00 ztroskotala na útesech u ostrůvku Elafonisi na jihozápadním cípu Kréty.
Nejprve byl vydán pokyn, aby všichni zůstali na palubě. Přesto část posádky spustila jeden záchranný člun, po jehož převržení zemřely desítky osob. Trosečníci se shromáždili na přídi. Obyvatelé na břehu začali organizovat pomoc. Z plavidla se dostalo několik osob, ale záchraně většího počtu stále bránila bouře. Do Chanie byl vyslán posel s žádostí o pomoc, který do města dorazil po patnácti hodinách. K místu nehody vyplula francouzská, ruská a italská válečná plavidla, či plavidlo Castore společnosti Österreichischer Lloyd. Ráno 23. března místní dokázali vytvořit improvizovaný můstek, po kterém se všichni ze ztroskotaného plavidla dostali na břeh. Plavidlo se potopilo. Trosečníci byli následně přesunuti do Chanie a později do Terstu.
Při ztroskotání plavidla Imperatrix zemřelo nejméně 38 osob z převrženého člunu. Pozůstatky vraku se nacházejí v hloubce přibližně deset metrů. Po události byl na ostrově Elafonisi postaven maják.